# Atari Jaguar CD
Atari Jaguar CD (w skrócie Jag CD) – opcjonalny napęd CD do konsoli Atari Jaguar, wprowadzony przez Atari w roku 1995.
Atari zapowiedziało napęd CD-ROM dla Jaguara przed premierą konsoli w listopadzie 1993 roku.
Dodatek ten łączył się z konsolą przez łącze na kartridże – był podłączany do niej z góry. Był to napęd CD dwukrotnej prędkości, płyty zaś mogły mieścić do 790 megabajtów. Z dodatkiem były sprzedawane dwie gry: Vid Grid i Blue Lightning. Poza grami Jaguar CD umożliwiało również słuchanie muzyki – jedną z dołączonych płyt był soundtrack z gry Tempest 2000.
Jaguar CD, podobnie jak sama konsola Atari Jaguar, ukazał się zbyt późno w porównaniu z konkurencją w postaci konsol Sega Saturn oraz PlayStation. W efekcie na przystawkę ukazało się zaledwie 11 gier, poza tym wyprodukowano tylko 20 tysięcy egzemplarzy napędu.